# Oceana (artiste)
Pour les articles homonymes, voir Oceana.
Oceana Mahlmann, née le 23 janvier 1982 à Wedel, est une chanteuse allemande
Elle a des racines musicales dans la soul, le reggae, le R'n'B et du funk et chante en anglais.

## Biographie

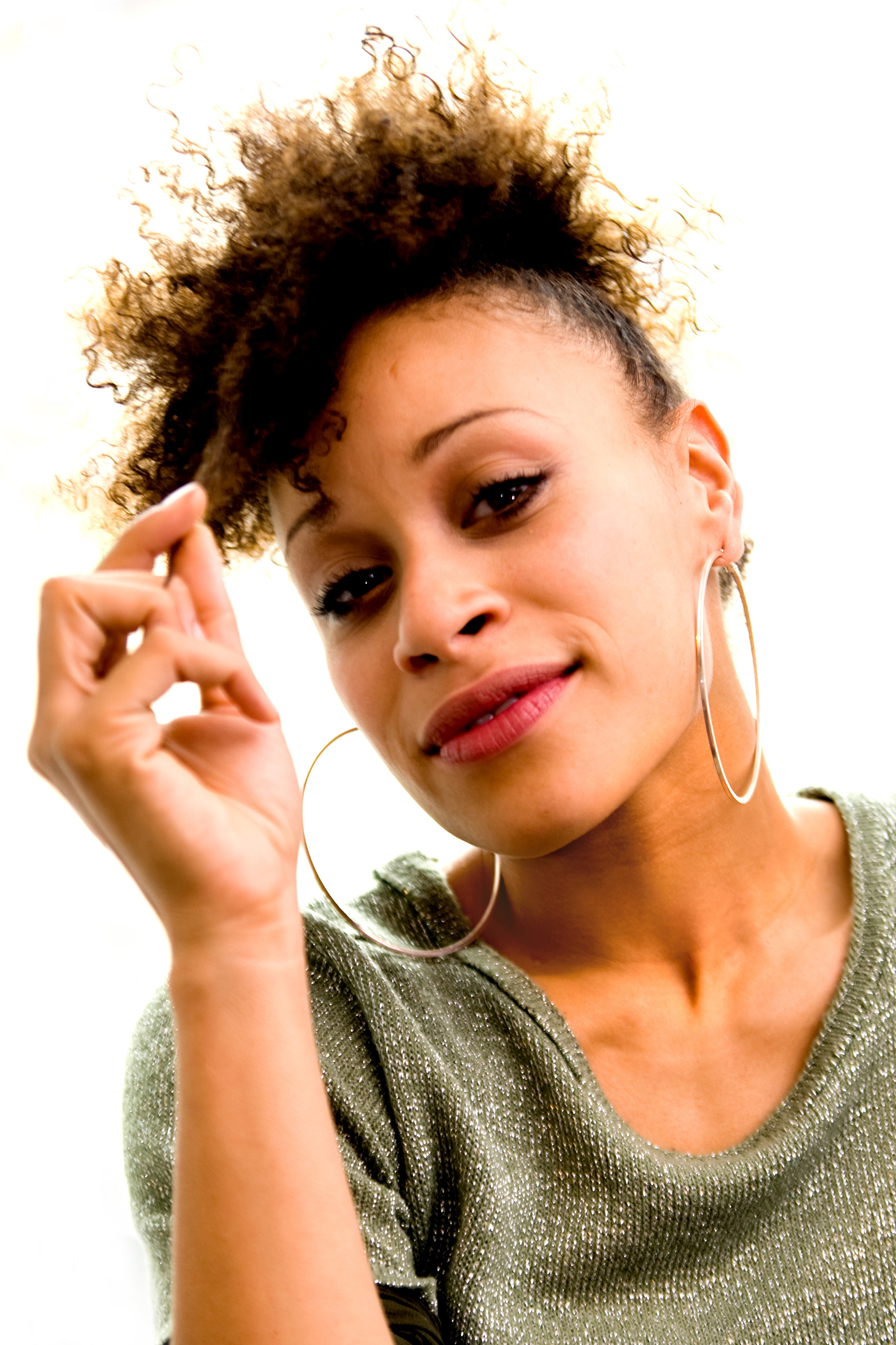
Oceana en 2009.

Née en janvier 1982 d'un père martiniquais et d'une mère allemande, elle grandit dans la région de Berlin.
Son goût pour la musique lui vient principalement de son père, lui aussi musicien, et de ses grands-parents, tous deux artistes renommés. Mais c'est le musicien Maceo Parker, un ami de son grand-père, qui changera sa vie en l'invitant sur scène lors de ses concerts, avant d'insister pour qu'elle tente sa chance.
Elle suit son conseil et commence à travailler sur plusieurs chansons à Londres, avant de partir à New York enregistrer son premier album. Elle sort en 2009 l'album Love Supply, mélange de soul, de pop, de funk et de R'n'B avec une pointe de reggae. Le premier single, Cry Cry connaît un certain succès.
En 2010, elle participe à la onzième édition de l'émission télévisée polonaise Taniec z gwiazdami (équivalent de Dancing with the Stars) où elle danse avec Przemysław Juszkiewicz, et termine sixième.
En mai 2010, elle signe avec Ultra Records et sort son premier single Cry Cry à partir de Love Supply. En 2012, elle est l'interprête de la chanson officielle de l'Euro 2012, Endless Summer.

## Discographie

### Albums
- 2000 : Magic Lights
- 2009 : Love Supply
- 2012 : My House

### Singles
- 2009 : Cry Cry
- 2009 : Pussycat On a Leash
- 2010 : Run Baby Run
- 2010 : Lala
- 2012 : Endless Summer (chanson officielle de l'UEFA 2012)
- 2012 : Put Your Gun Down
- 2012 : Say Sorry